# Dzień, w którym pękło niebo
Dżem (wznowiony w 1992 roku jako Dzień, w którym pękło niebo) – niespełna 45-minutowy album koncertowy polskiej grupy Dżem z 1985 roku.

## Opis albumu
Nagrań dokonano podczas koncertu w Amfiteatrze na świnoujskiej FAMIE 12 lipca 1984 roku.  Pierwsze wydanie albumu ukazało się na kasecie zatytułowanej Dżem w maju 1985 roku (MC Karolina PK-008). Po 7 latach materiał ten wznowiono pod nowym tytułem "Dzień, w którym pękło niebo" jako longplayu (LP Arston ALP-077, luty 1992), kompakcie (CD Czad CD003, marzec 1992) i kasecie (MC Asta AS007, maj 1992).
Muzycznie płyta opiera się na czystym bluesie i rocku, choć, tak jak w utworze tytułowym, słychać również wpływy muzyki reggae. Z całego wydawnictwa wyróżniają się utwory: "Dzień, w którym pękło niebo", "Cegła" oraz "Niewinni i ja, cz. I i II". 
Pierwszy utwór rozpoczyna się krzykiem ptaków. W pierwszej wersji tego utworu odgłos ptaków mógł przypominać wrony, dlatego wersja ta została ocenzurowana z uwagi na rzekomą aluzję do komunistycznego WRONu. Szczególną uwagę w piosence zwraca emocjonalny tekst zawierający odniesienia do Biblii.
Kolejny wspomniany utwór to "Czerwony jak cegła" – jeden z najbardziej znanych utworów zespołu. Jest to bluesowy utwór z erotycznym tekstem opowiadający o nieudanych zalotach chłopaka do dziewczyny.
Trzeci z utworów to "Niewinni i ja", piosenka składająca się z dwóch części - pierwsza jest szybka i energiczna, zaś druga nostalgiczna, w której prym wiodą solowe popisy muzyków, w szczególności gitarzystów Adama Otręby i Jerzego Styczyńskiego. Piosenkę uzupełnia tekst opowiadający o dealerze narkotykowym, zwanym Niewinnym. Fragmenty tekstu wskazywać mogą, że utwór opowiada o prawdziwych przeżyciach wokalisty.
Mroczna, czarno-biała grafika reedycji ilustruje i uzupełnia nastrój wydawnictwa.

## Twórcy
- Paweł Berger – fortepian
- Michał Giercuszkiewicz – perkusja
- Adam Otręba – gitara
- Beno Otręba – gitara basowa, śpiew
- Ryszard Riedel – śpiew
- Jerzy Styczyński – gitara

personel
- Ryszard Tyl – realizacja dźwięku
- Wojciech Siwiecki – realizacja dźwięku (remiks)
- Mirosław Makowski – opr. graficzne okładki (Dżem)
- Agencja Artystyczna Secesja – opr. graficzne okładki (Dzień, w którym pękło niebo)

## Lista utworów
1. "Kim jestem – jestem sobie" (Ryszard Riedel, Paweł Berger – Ryszard Riedel) – 4:53
2. "Powiał boczny wiatr" (Ryszard Riedel, Adam Otręba – Ryszard Riedel) – 3:52
3. "Dzień, w którym pękło niebo" (Ryszard Riedel, Paweł Berger – Ryszard Riedel) – 4:22
4. "Oh, Słodka" (Dżem – Ryszard Riedel) – 9:52
5. "Czerwony jak cegła" (Ryszard Riedel, Adam Otręba – Kazimierz Galaś) – 4:48
6. "Nieudany skok" (Ryszard Riedel, Jerzy Styczyński – Ryszard Riedel) – 4:17
7. "Niewinni i ja, cz. I i II" (Ryszard Riedel, Adam Otręba – Ryszard Riedel) – 11:42

## Wydawnictwa
MC Karolina PK-008; maj 1985 – 43:36
LP Arston ALP-007; luty 1992 – 43:31
CD Czad CD-003; marzec 1992 – 43:31
MC Asta AS-007; maj 1992 – 43:31
CD Ania Box Music CD-ABM 003; sierpień 1995 – 43:31
MC Box Music BSMC-001; wrzesień 1997 – 43:31
CD Box Music BSCD-001; wrzesień 1997 – 43:31
MC Box Music/Pomaton EMI 7243 5 20040 4; 12 kwietnia 1999 – 43:31
CD Box Music/Pomaton EMI 7243 5 20040 2 7; 12 kwietnia 1999 – 43:31
CD Pomaton EMI 7243 5 93685 2 8; 27 września 2003 – 44:15 (jako BOX 2CD wraz z albumem Detox)